# Wielkie Oczy

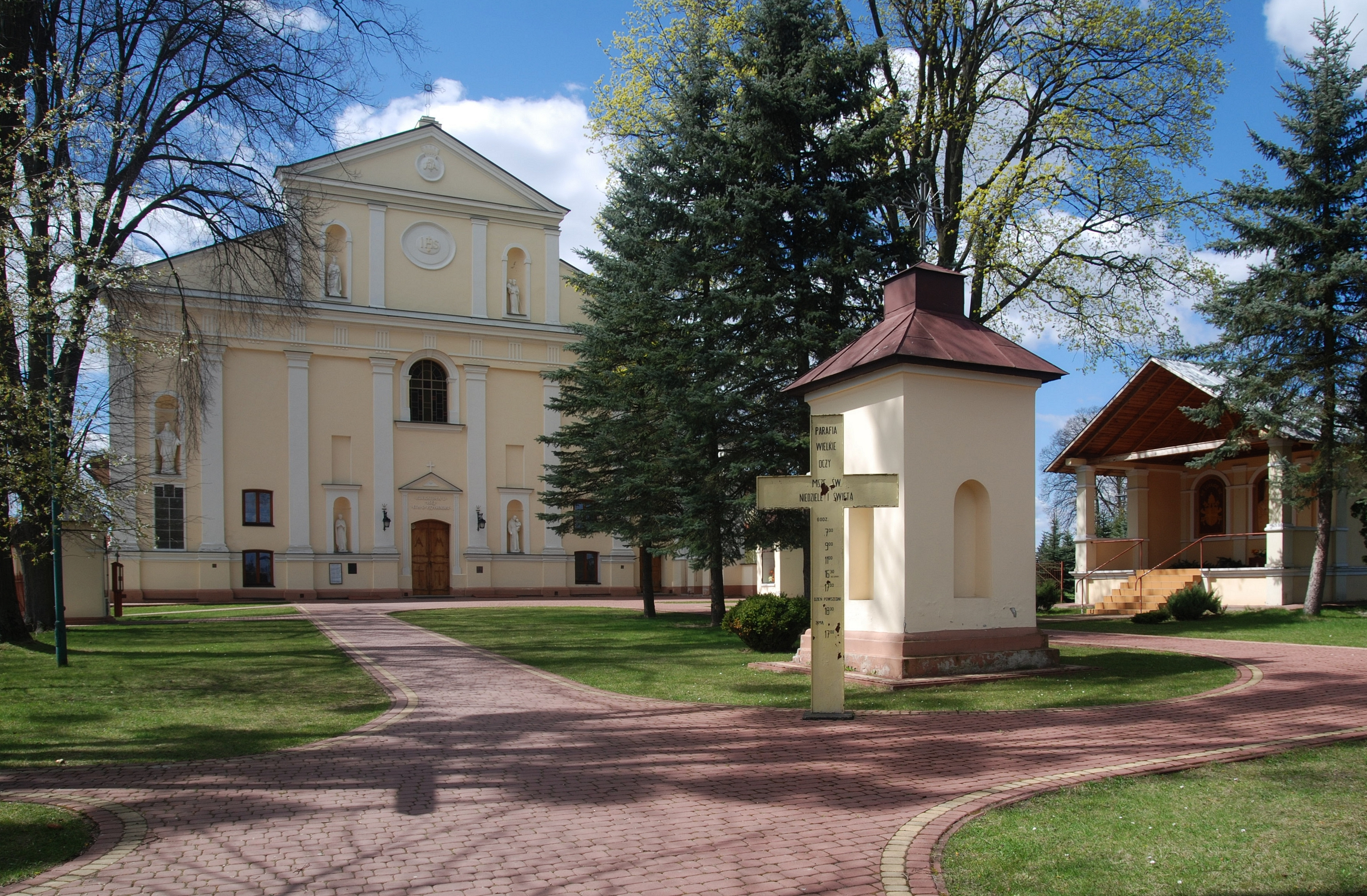
Kościół Niepokalanego Poczęcia NMP

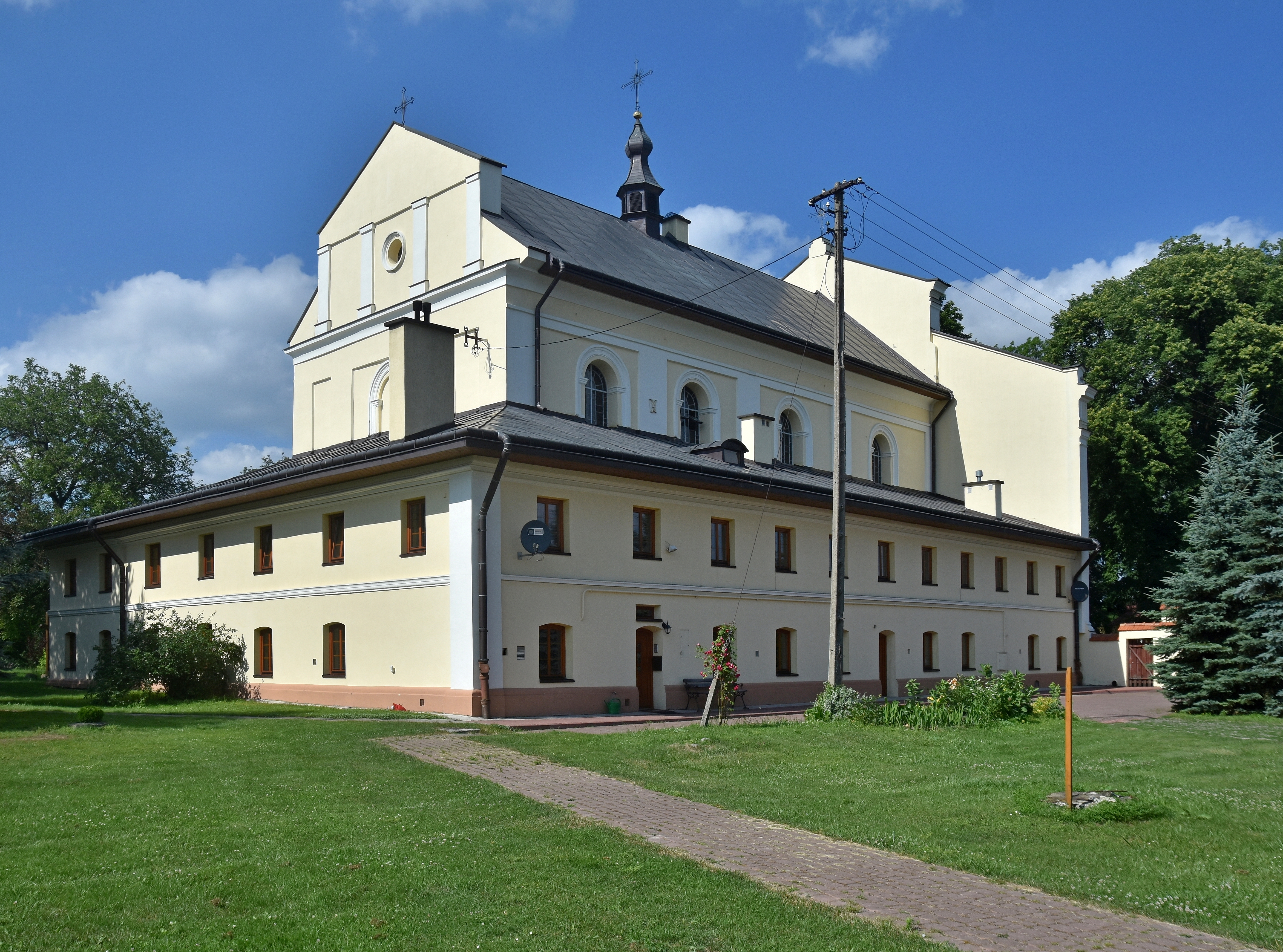
Dawny klasztor dominikanów

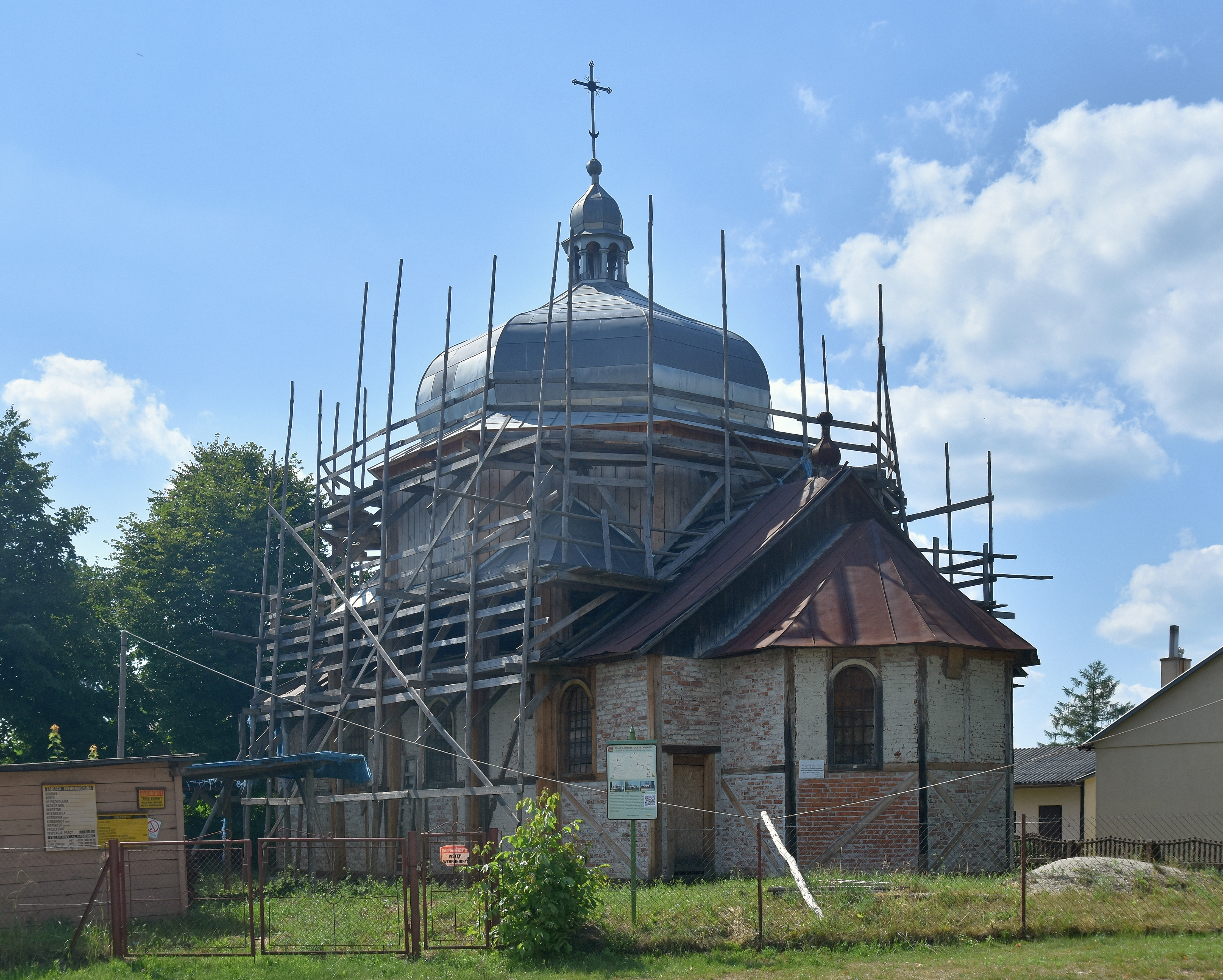
Cerkiew św. Mikołaja Cudotwórcy

Wielkie Oczy (ukr. Великі Очі) – wieś (dawniej miasto) w Polsce położona w województwie podkarpackim, w powiecie lubaczowskim, w gminie Wielkie Oczy. Leży na Płaskowyżu Tarnogrodzkim, w pobliżu granicy z Ukrainą. 
W latach 1975–1998 miejscowość administracyjnie należała do województwa przemyskiego; jest siedzibą gminy Wielkie Oczy.
Wielkie Oczy były miastem. Lokowane w 1671 roku, utraciły prawa miejskie w 1935 roku.

## Części wsi
| SIMC    | Nazwa     | Rodzaj    |
| ------- | --------- | --------- |
| 0613270 | Horysznie | część wsi |
| 0613286 | Mielniki  | część wsi |

## Historia
Nazwa pochodzi prawdopodobnie od istniejących tu niegdyś dwóch stawów. Początki miejscowości sięgają XIV w. Już w XVI wieku istniał w Wielkich Oczach kościół będący filią parafii w Krakowcu. Przy nim Andrzej Modrzewski w 1667 roku osadził dominikanów. W następnych latach wybudowano murowany kościół i niewielki klasztor.
W 1671 roku Wielkie Oczy otrzymały od króla Michała Korybuta Wiśniowieckiego prawa miejskie. W miasteczku rozwijał się handel i rzemiosło. Mikołaj Bazyli Potocki, starosta kaniowski, zapisał dobra Wielkie Oczy w województwie ruskim położone synowcowi swemu ks. Kajetanowi Potockiemu, kanonikowi katedralnemu krakowskiemu.
Po I rozbiorze Polski Wielkie Oczy znalazły się w zaborze austriackim. Początkowo należały do cyrkułu samborskiego, a po jego zniesieniu, od 1782 r., do cyrkułu przemyskiego. Ewaryst Andrzej, hrabia Kuropatnicki w wydanej po raz pierwszy w 1786 r. „Geografii (...) Galicyi i Lodomeryi” tak pisał o Wielkich Oczach: Przedtym to miasto domu Łaszczów, potym Potockich, potym xiążąt Lubomirskich; jest tu i klasztor XX. Dominikanów i kościół, w którym cudowny jest obraz Matki Boskiej. W latach 1854-1867 miasteczko należało do powiatu Krakowiec, a po kolejnej reformie administracji – do powiatu jaworowskiego Królestwa Galicji i Lodomerii.
W XIX w. działały tu dwie garbarnie, dwie cegielnie i aż cztery gorzelnie. W mieście w 1842 roku urodził się Bernard Henner, właściciel zakładów fotograficznych i radny miasta Przemyśla Pod koniec XIX w. było tu ok. 2 tys. mieszkańców – Żydów, Polaków i Rusinów. Po wojennych zniszczeniach w 1915 roku Wielkie Oczy podupadły, a w 1935 roku utraciły prawa miejskie.  
W II Rzeczypospolitej miejscowość w powiecie jaworowskim w woj. lwowskim. W 1943 Ukraińska Policja Pomocnicza zamordowała tutaj 45 Żydów. W 1944 nacjonaliści ukraińscy z OUN-UPA zamordowali na terenie wsi 31 Polaków.  
W 1926 roku władze zakonu dominikanów zlikwidowały klasztor, a parafię przekazały diecezji przemyskiej. W 1986 roku na frontonie kościoła  umieszczono tablicę ku czci Polaków pomordowanych w latach 1939 - 1946, zawierającą nazwiska wielu mieszkańców Wielkich Oczu i okolicznych wsi.
O dawnym miejskim charakterze świadczy układ urbanistyczny z kwadratowym rynkiem, otoczonym kamieniczkami i drewnianymi domami. O dawnym współistnieniu trzech religii świadczą obiekty sakralne tych wyznań.

## Turystyka
- Szlak Architektury Drewnianej – Trasa nr VI (lubaczowska)

## Galeria

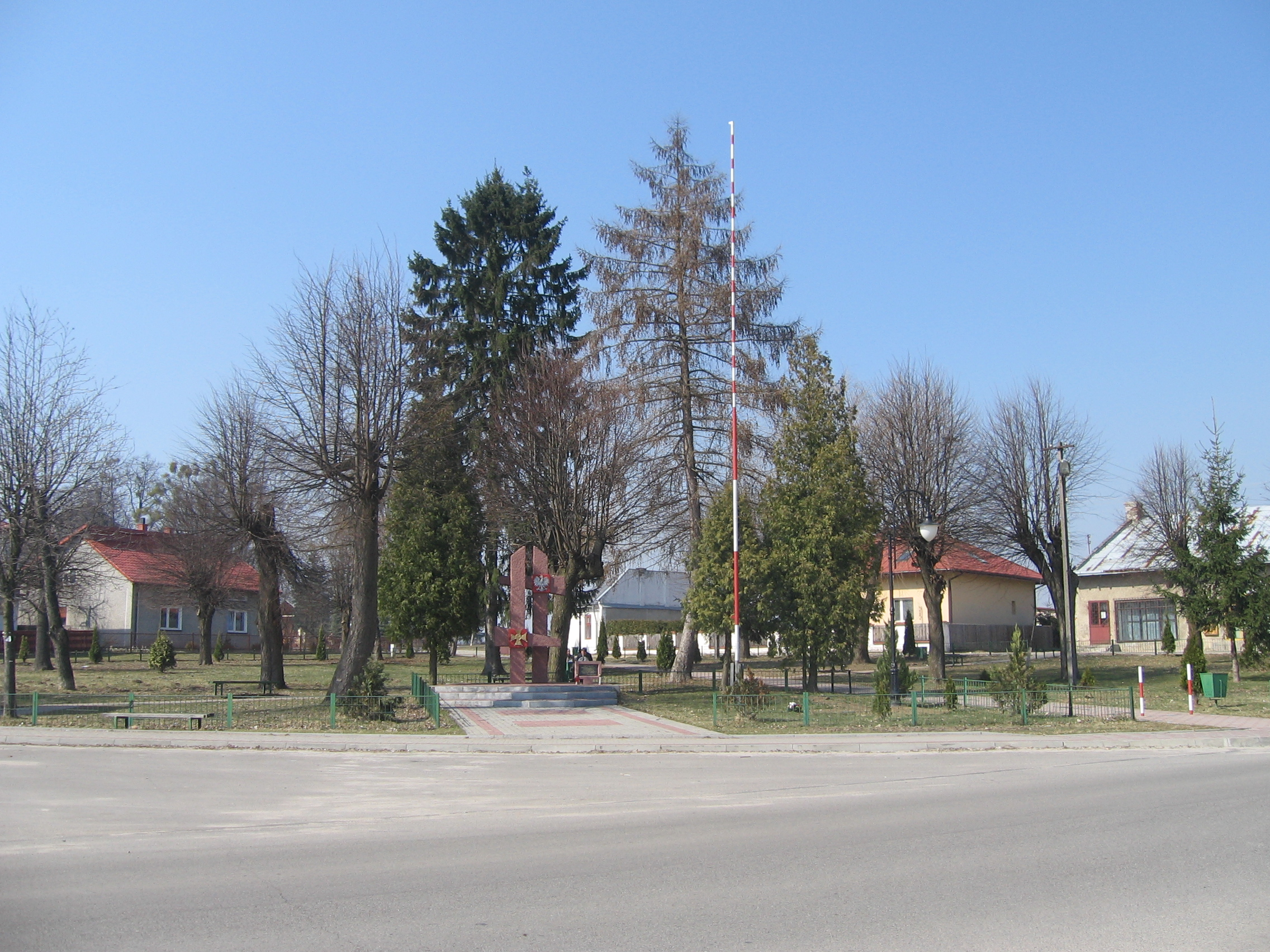
Dawny rynek i pomnik
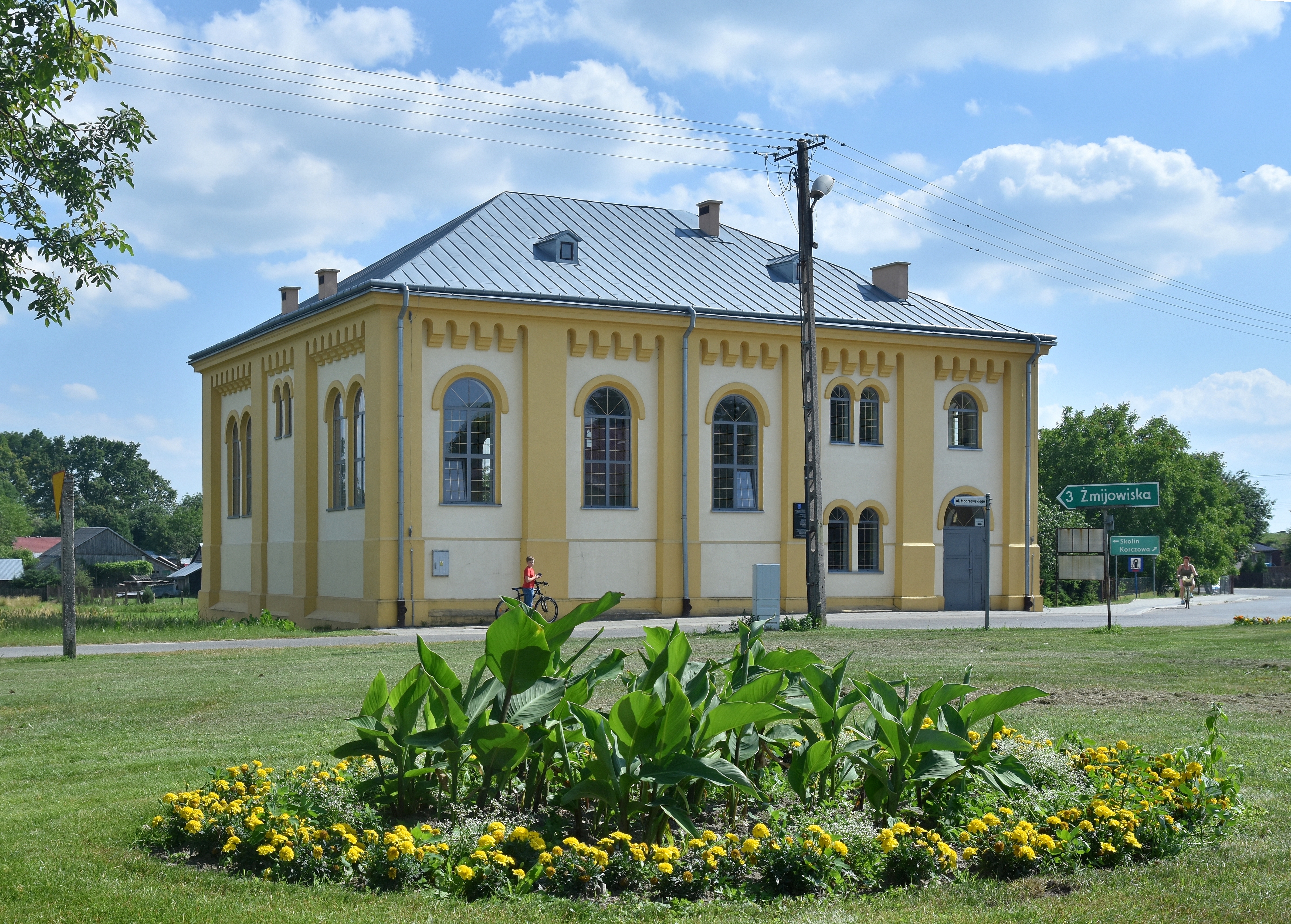
Dawna synagoga
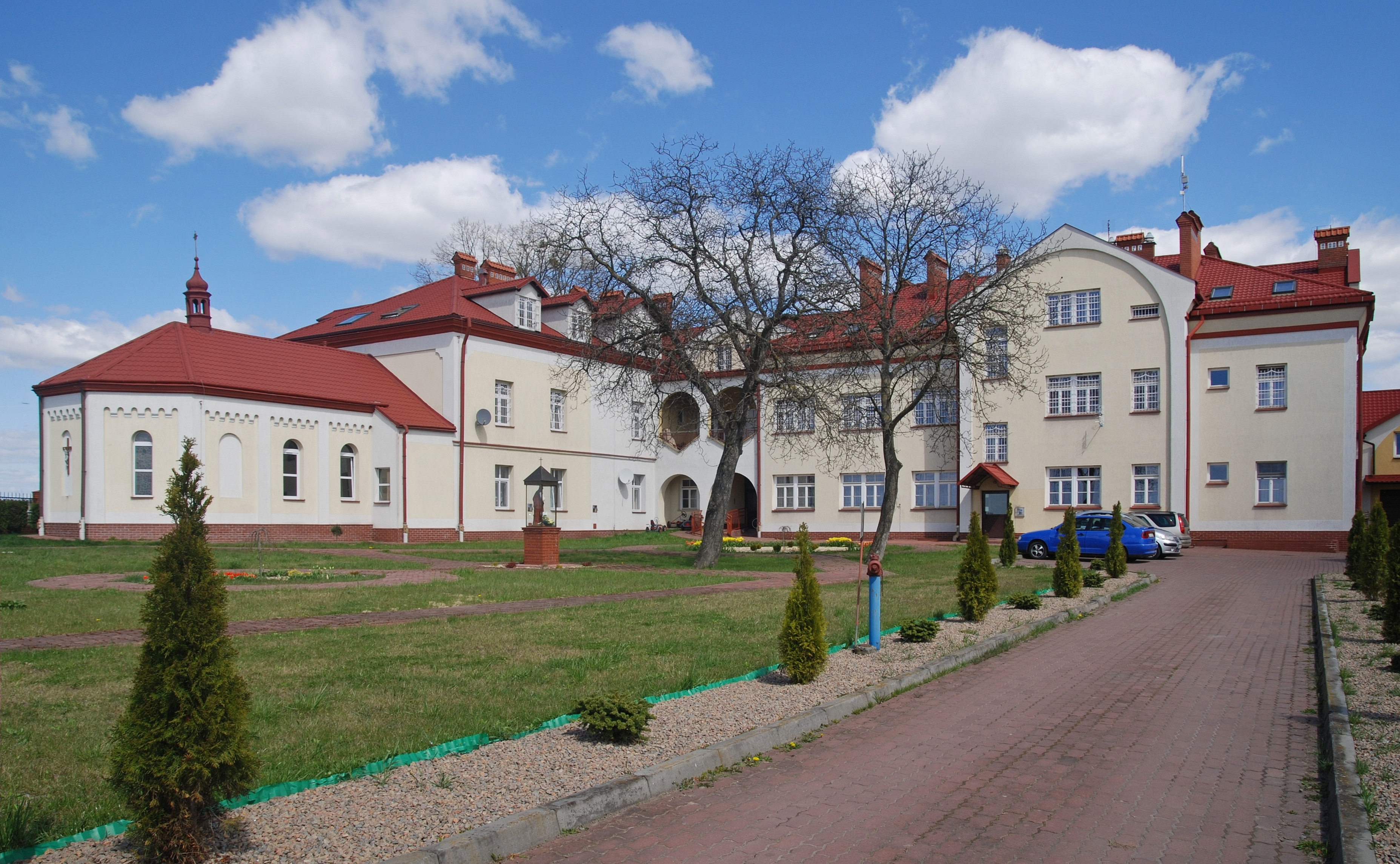
Dom Pomocy Społecznej
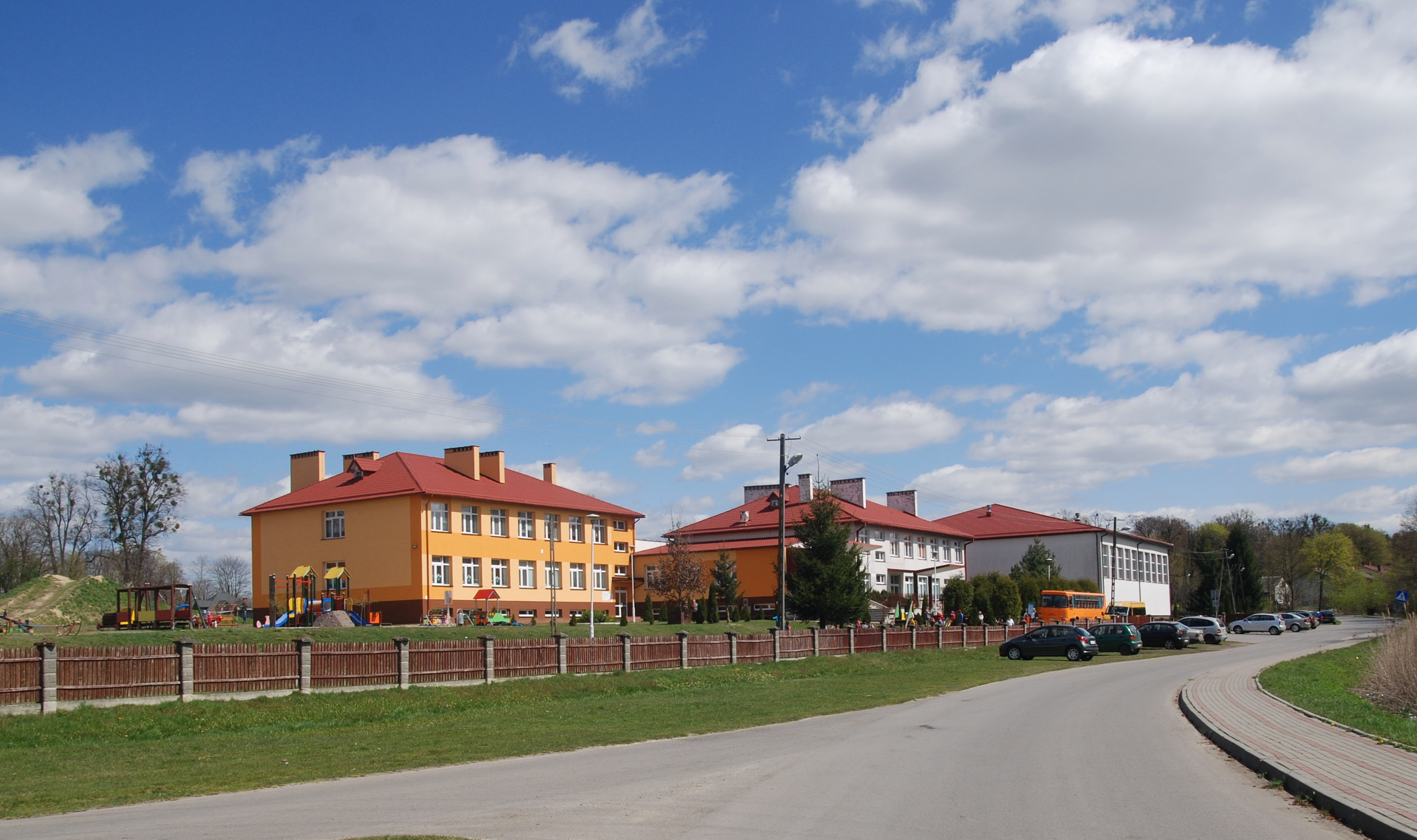
Zespół szkół
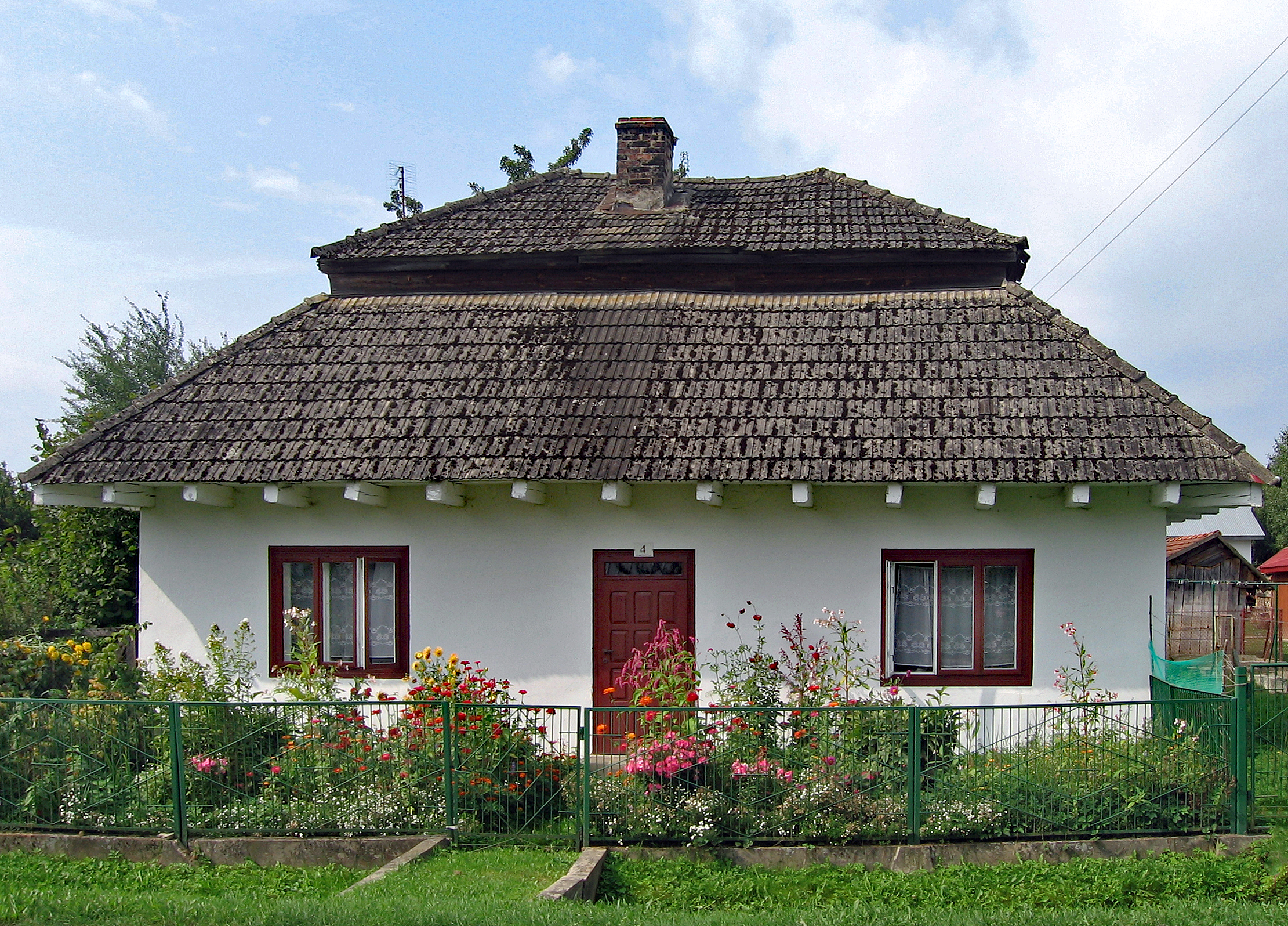
Dom (stan w 2007) projektu Jana Sas-Zubrzyckiego z 1918, ul. Krakowiecka 4